# Stockheim (Dolna Frankonia)
Stockheim – miejscowość i gmina w Niemczech, w kraju związkowym Bawaria, w rejencji Dolna Frankonia, w regionie Main-Rhön, w powiecie Rhön-Grabfeld, wchodzi w skład wspólnoty administracyjnej Mellrichstadt. Leży na pograniczu Rhön i Grabfeldu, około 15 km na północ od Bad Neustadt an der Saale, nad rzeką Streu, przy drodze B285 i zabytkowej linii kolejowej Fladungen – Mellrichstadt.

## Demografia
| Rok  | Liczba mieszk. |
| ---- | -------------- |
| 1970 | 1.153          |
| 1987 | 1.056          |
| 2000 | 1.163          |
| 2005 | 1.151          |

## Zabytki i atrakcje
- od 2002 w Stockham odbywają się Dni Kultury Rhön
- zabytkowa kolej z Fladungen do Mellrichstadt

## Oświata
(na 1999)

W gminie znajduje się 50 miejsc przedszkolnych (z 37 dziećmi) oraz szkoła podstawowa im. Maksymiliana Kolbe.